# Bucida umbellata
Bucida umbellata là một loài thực vật có hoa trong họ Trâm bầu. Loài này được Sessé & Moç. mô tả khoa học đầu tiên năm 1888.